# Yasmin Benoit
Yasmin Benoit (Reading, 10 giugno 1996) è un'attivista, modella e blogger britannica.

## Biografia
Parallelamente alla carriera di modella alternativa di lingerie milita da anni per il riconoscimento dell'asessualità e dell'aromanticismo e per la visibilità  delle persone LGBTQ+ non bianche.
Originaria di Reading, nel Berkshire, ha frequentato la Reading Girls 'School e il Padworth College, per poi conseguire una laurea in sociologia presso la St Mary's University di Twickenham e un Master of Science all'University College di Londra.
Lavora come modella dall’età di 16 anni, concentrandosi sulla moda alternativa agli standard eurocentrici e eteronormati maggioritariamente diffusi. Ha sfilato per i marchi RMC, Love Sick London, Dethkult Clothing, Seduced By Lilith, Kuki London, Pin Up Girl Clothing Teen HeartsNel e Gothic Lamb.
Come attivitsta per i diritti delle persone asessuali  ha scritto per diverse riviste, tra cui HuffPost UK, partecipato a convegni e manifestazioni e tenuto molte conferenze nelle università britanniche.
Anche grazie alla diffusione di contenuti tramite i social network, è diventata uno dei punti di riferimento per la comunità asessuale anglofona.
In un numero di dicembre 2019 di Attitude intitolato "The Activists", Benoit è diventata la prima donna apertamente asessuale ad apparire sulla copertina di una rivista britannica.
Nel 2020 ha lavorato con il programma radiofonico England Unwrapped dove ha intervistato persone asessuali sulla loro esperienza con l'asessualità nella loro vita quotidiana. L'episodio è stato originariamente trasmesso su BBC Radio Berkshire e successivamente pubblicato su BBC Sounds.
Insieme ad AVEN e altri attivisti, ha annunciato nel febbraio 2021 di aver preso parte al lancio della Giornata internazionale dell'asessualità che si è svolta per la prima volta il 6 aprile 2021.
Nel giugno 2021, è diventata la prima attivista asessuale a vincere un Attitude Pride Award da Attitude Magazine.
In occasione della seconda Giornata internazionale dell'asessualità annuale,ha lanciato la prima iniziativa per i diritti asessuali del Regno Unito in collaborazione con Stonewall; conosciuto come Stonewall x Yasmin Benoit Ace Project.